# Appelbes (geslacht)
Appelbes (Aronia) is een geslacht van planten uit de rozenfamilie (Rosaceae) dat van oorsprong voorkomt in het oosten van de Verenigde Staten. Er worden negen soorten in dit geslacht geplaatst. 
In Nederland en België komen voor:
- Rode appelbes (Aronia arbutifolia)
- zwarte appelbes (Aronia melanocarpa)
- bastaardappelbes, ook bekend als zwarte appelbes (Aronia × prunifolia) met auberginekleurige bessen; dit is een kruising tussen de twee vorige soorten.[1]

## Kenmerken
De bladverliezende struiken bloeien met witte bloesem in de maanden april en mei en krijgen vanaf midden augustus tot oktober eetbare rode of zwarte bessen. Het blad kleurt in de herfst naar geel, rood en purper door elkaar. Alle appelbessen groeien bij voorkeur op vochtige tot natte plaatsen; al verdragen ze tijdelijke droogte goed. Het zijn drachtplanten, die veel nectar leveren, en onder meer door honingbijen goed bezocht worden. De bessen worden gegeten door vogels als merels en spreeuwen. Dat zorgt voor de verspreiding van de zaden. In natte natuurgebieden zoals bij Giethoorn en langs de Nieuwkoopse plassen is de plant verwilderd en verdringt daar inheemse planten. De bessen zijn ongeveer zo groot als bosbessen. De smaak lijkt op die van bramen met een sterke wrange nasmaak, die echter verdwijnt door koken.

## Gebruik
Het verbouwen van deze bessen begon aan het begin van de 20e eeuw door de Russische botanicus en plantenkweker Ivan Mitsjoerin, die rond 1910 de appelbes als fruitgewas ontwikkelde. Door genetisch onderzoek is opgehelderd welke plantensoorten hij daarvoor gebruikt heeft. Eerst werd een appelbes met de wilde lijsterbes gekruist (Aronia melanocarpa × Sorbus aucuparia), wat de hybride × Sorbaronia fallax opleverde. Vervolgens werd deze plant teruggekruist op Aronia melanocarpa. Het resultaat waren planten met een goede vruchtdracht, die met × Sorbaronia mitschurinii worden aangeduid. De rassen die als fruitgewas verkocht worden, zoals 'Viking', 'Nero' en 'Serina', behoren tot deze hybride.
De bastaardappelbes wordt in Rusland, Oost-Europa en Scandinavië aangeplant als fruitgewas. De planten kunnen tot 30 graden vorst verdragen en zijn weinig gevoelig voor ziekten en plagen. Ze krijgen bijvoorbeeld geen bacterievuur. Daardoor zijn ze aantrekkelijk voor de geïntegreerde of biologische teelt. Ook in Nederland wordt appelbes geteeld, bijvoorbeeld op de Waddeneilanden, waar de bessen met name gebruikt worden om er sap en jam van te maken. De grootschalige teelt van appelbes is goed te combineren met de teelt van zwarte of rode bes, omdat dezelfde oogstmachines kunnen worden gebruikt, maar de gewassen na elkaar rijpen.
De bessen worden of gedroogd (zoals rozijnen) of er wordt sap van gemaakt. De bessen hebben een hoog gehalte aan flavonoïden, vitamine C en vitamine K. Ook wordt de appelbes als alternatieve rode voedselkleurstof gebruikt vooral in plaats van Ponceau 4R (E124). Dit wordt ook in Nederland toegepast in vruchtenyoghurt.
... · 
Acaena (stekelnootje) · 
Adenostoma · 
Agrimonia (agrimonie) · 
Alchemilla (vrouwenmantel) · 
Amelanchier (krentenboompje) · 
Aphanes (leeuwenklauw) · 
Aronia (appelbes) · 
Aruncus · 
Comarum · 
Cotoneaster (dwergmispel) · 
Crataegus (meidoorn) · 
Cydonia (kweepeer) · 
Dryas · 
Eriobotrya · 
Filipendula (spirea) · 
Fragaria (aardbei) · 
Geum (nagelkruid) · 
Hagenia · 
Kerria (ranonkelstruik) · 
Malus (appel) · 
Mespilus · 
Potentilla (ganzerik) · 
Prunus · 
Pyracantha (vuurdoorn) · 
Pyrus (peer) · 
Rosa (roos) · 
Rubus (braam) · 
Sanguisorba (pimpernel) · 
Sorbaria · 
Sorbus (lijsterbes) · 
...